# Équation d'état
En physique, et plus particulièrement en thermodynamique, une équation d'état d'un système à l'équilibre thermodynamique est une relation entre différents paramètres physiques (appelés variables d'état) qui déterminent son état. Il peut s'agir, par exemple, d'une relation entre sa température, sa pression et son volume. À partir de l'équation d'état caractéristique d'un système physique, il est possible de déterminer la totalité des quantités thermodynamiques décrivant ce système et par suite de prédire ses propriétés.
Les équations d'état sont généralement restreintes à un type de comportement ou de phénomènes physiques donnés. Un même corps peut donc avoir plusieurs équations d'état, concernant par exemple son état magnétique ou son état thermodynamique.
Pour qu'un corps puisse être caractérisé par une équation d'état à un instant donné, il faut que l'état de ce corps dépende uniquement des valeurs prises par les paramètres à cet instant. Les corps présentant un phénomène d'hystérésis ne peuvent donc pas être caractérisés par une équation d'état.

## Exemple d'un fluide
Comme exemple le plus simple, considérons un fluide (gaz ou liquide) en équilibre thermodynamique. On utilise couramment quatre variables d'état :
- sa pression {\displaystyle P} ;
- sa température {\displaystyle T} ;
- son volume {\displaystyle V} ;
- la quantité de matière {\displaystyle n}.

Une telle relation est insuffisante pour caractériser un fluide. Il faut de plus une indication d'ordre énergétique.
La thermodynamique indique que la variable caractéristique est l'énergie interne {\displaystyle U} fonction de l'entropie {\displaystyle S}, du volume {\displaystyle V} et de la quantité de matière {\displaystyle n}. Une fois la relation entre ces quatre variables connue, il est toujours possible de calculer les dérivées partielles de l'énergie interne par rapport à l'entropie et au volume pour en déduire la température et la pression, ce qui permet de retrouver, au moins localement, l'équation d'état en termes de {\displaystyle P}, {\displaystyle V}, {\displaystyle T} et {\displaystyle n}. Via la méthode de changement des variables due à Legendre, on peut montrer que le jeu de 4 variables caractéristiques le plus commode est l'enthalpie libre {\displaystyle G=U+PV-TS} fonction de {\displaystyle P} et {\displaystyle T} aisément mesurables : {\displaystyle G=n\cdot f(P,T)}. Puisque la différentielle {\displaystyle \mathrm {d} G} vaut {\displaystyle \mathrm {d} G=V\,\mathrm {d} P-S\,\mathrm {d} T+\mu \,\mathrm {d} n}), il apparaît que l'on obtient directement {\displaystyle V/n=\left({\frac {\partial f}{\partial P}}\right)_{T,n}} pour équation d'état, raison pour laquelle les tables thermodynamiques donnent souvent {\displaystyle G(P,T,n)/n}.
À la limite des grands {\displaystyle n} ({\displaystyle V/n} fini), qui est le cadre de la thermodynamique, on obtient donc une relation entre les trois quantités {\displaystyle V/n}, {\displaystyle P} et {\displaystyle T} appelée ordinairement équation d'état.

## Quelques exemples d'équations d'état

### Gaz parfait à l'équilibre thermodynamique global (ETG)
L'équation d'état d'un gaz parfait à l'ETG s'écrit :
{\displaystyle P\,V=N\,k_{\mathrm {B} }\,T,}
où kB désigne la constante de Boltzmann. L'équation peut aussi être exprimée au moyen de la densité particulaire n :  {\displaystyle P=n\,k_{\mathrm {B} }\,T.}
Une expression équivalente de l'équation d'état est :
{\displaystyle P\,V=n\,R\,T.}
Ici n représente la quantité de matière, en moles, du gaz considéré, et R la constante universelle des gaz parfaits (8,314 J mol−1 K−1). Les deux constantes R et kB sont reliées par R = kB NA.

### Gaz parfait à l'équilibre thermodynamique local (ETL)
En pratique rien n'assure que la matière considérée a une pression, une température et une densité uniformes dans tout le volume du gaz ; on parle alors d'état d'équilibre thermodynamique local (s'il a eu le temps de se réaliser, sinon on dit que le phénomène est hors ETL). Il est donc souvent pertinent d'écrire l'équation d'état en un point x donné de l'espace :
{\displaystyle P({\mathbf {x} })=n({\mathbf {x} })k_{\mathrm {B} }T({\mathbf {x} })}.

### Polytrope
Un polytrope est défini par le fait que son équation d'état ne dépend pas explicitement de sa température, souvent par relation adiabatique. L'équation d'état d'un polytrope s'écrit
{\displaystyle \ P=\kappa \rho ^{\gamma }},
κ étant une constante, ainsi que γ, qui est appelé indice adiabatique.

### Équation d'état de van der Waals
L'équation d'état des gaz parfaits ne permet pas de rendre compte de certaines propriétés cruciales, en particulier le fait qu'un fluide puisse exister à l'état liquide et à l'état gazeux. Des équations d'état plus sophistiquées permettent de rendre compte de cette possibilité d'exister dans plusieurs états. La plus simple équation d'état le permettant est appelée équation d'état de van der Waals. Elle s'écrit :
{\displaystyle \left(P+{\frac {N^{2}a}{V^{2}}}\right)(V-Nb)=Nk_{\mathrm {B} }T\,}.
Cette équation permet d'expliquer l'existence de deux états différents pour le fluide, ainsi que le fait qu'au-delà d'une certaine température et d'une certaine pression, il n'est plus possible de distinguer un liquide d'un gaz.
Le terme homogène à un volume {\displaystyle Nb} correspond au volume intrinsèque occupé par les N molécules du fluide considéré (au sens large). Le volume moléculaire propre b ou covolume dépend donc de la nature du fluide considéré.
Le terme {\displaystyle {\frac {N^{2}a}{V^{2}}}} correspond à une pression. Ce terme de pression dit de cohésion peut-être vu comme la résultante des forces d'interaction par unité de surface entre les molécules du fluide (Il peut s'agir par exemple d'interaction dipolaires). Tout comme le paramètre « b », « a » dépend de la nature du fluide considéré. Ces deux paramètres peuvent, dans le cas général, être des fonctions plus ou moins compliquées des autres grandeurs thermodynamiques.

### Équation d'état du viriel
L'équation du viriel est une équation d'état pour les gaz réels qui comporte un développement en série de puissances de {\displaystyle 1/V} :
{\displaystyle {\frac {P.V}{R.T}}=n\left(1+{\frac {A}{V}}+{\frac {B}{V^{2}}}+{\frac {C}{V^{3}}}+\dots \right)\,\!}
L’équation proposée est purement empirique, les valeurs des coefficients A, B, C, . . . étant choisis de façon que l’équation cadre avec les données expérimentales.

### Gaz de photons
Si l'on considère un gaz de photons à l'équilibre thermodynamique, ceux-ci obéissent à une équation d'état très simple, à savoir :
{\displaystyle P={\frac {1}{3}}{\frac {U}{V}}={\frac {\pi ^{2}}{45}}{\frac {(k_{\mathrm {B} }T)^{4}}{(\hbar c)^{3}}}},
la densité de photons étant elle-même fixée par la relation
{\displaystyle n={\frac {2\zeta (3)}{\pi ^{2}}}\left({\frac {k_{\mathrm {B} }T}{\hbar c}}\right)^{3}},
où {\displaystyle \hbar } est la constante de Planck réduite, c la vitesse de la lumière et ζ la fonction zêta de Riemann (ζ(3) valant approximativement 1,202).

### Équation d'état du paramagnétisme
Dans un domaine complètement différent, celui du paramagnétisme, il est possible de décrire les variables d'état d'un cristal paramagnétique soumis à un champ magnétique extérieur. Cette fois, les variables d'état sont : outre le nombre de particules N, la température T, et le volume V, on a l'aimantation moyenne M, et l'intensité du champ magnétique. On montre que l'équation d'état s'écrit
{\displaystyle M=N{\frac {g\mu _{\mathrm {B} }}{2V}}\tanh {\frac {g\mu _{\mathrm {B} }B}{2k_{\mathrm {B} }T}}},
où les quantités g et μB sont le facteur de Landé et le magnéton de Bohr.
Cette équation permet de comprendre le refroidissement par coupure de champ adiabatique (très utilisée par Giauque, Nobel chimie 1949).

### Autres
Dans le domaine de la physique des trous noirs, l'ensemble des paramètres macroscopiques qui décrivent un trou noir (masse, charge électrique, moment cinétique) permettent de déterminer sa surface (plus précisément la surface de son horizon). Cette relation présente des similarités extrêmement frappantes avec une équation d'état en thermodynamique, pourvu que l'on assimile la masse à l'énergie interne et la surface à l'entropie. Cette analogie a donné naissance à la thermodynamique des trous noirs.
Dans le domaine des hautes pressions en science de la terre ou en physique du solide, on utilise les équations d'état de Murnaghan, de Birch-Murnaghan, ou de Vinet.
Dans le domaine des polymères, on utilise l'équation d'état pvT.